# Mosteiro de Zuquenim
Mosteiro de Zuquenim (Zuqnin) (turco: Zuknin Manastırı) foi um antigo mosteiro cristão localizado ao norte de Amida, perto da moderna cidade de Diarbaquir no leste da Turquia. João do Éfeso foi ordenado aqui por João de Tella em 529. É nesse mosteiro que a Crônica de Zuquenim foi escrita pelo monge siríaco Josué, o Estilita em cerca de 775, dos quais o mosteiro está mais associado. Sua biblioteca era de renome considerável para os estudiosos da área, contendo muitos livros valiosos, incluindo as obras de Eusébio, Sócrates, João do Éfeso e a Crônica de Zuquenim.